# Рьоичи Кавакацу
Рьоичи Кавакацу (на японски: 川勝 良一) е японски футболист.

## Национален отбор
Записал е и 13 мача за националния отбор на Япония.
| Япония | Япония | Япония |
| Година | Мачове | Голове |
| ------ | ------ | ------ |
| 1981   | 10     | 0      |
| 1982   | 3      | 0      |
| Общо   | 13     | 0      |